# Meuccio Ruini
Bartolomeo Meuccio Ruini (ur. 14 grudnia 1877 w Reggio nell’Emilia, zm. 6 marca 1970 w Rzymie) – włoski prawnik, polityk, współtwórca powojennej Konstytucji Włoch, w 1953 przewodniczący Senatu, senator dożywotni.

## Życiorys
W 1899 ukończył studia prawnicze na Uniwersytecie Bolońskim. Na początku XX wieku rozpoczął pracę jako urzędnik rządowy w resorcie robót publicznych, w 1912 objął stanowisko dyrektora generalnego na obszar Mezzogiorno. Wcześniej, w 1907, uzyskał mandaty radnego Rzymu i rady prowincji Reggio Emilia. W 1913 i 1919 był wybierany do krajowego parlamentu w okręgu Castelnovo ne’ Monti. Premier Vittorio Orlando powierzył mu stanowisko podsekretarza stanu w ministerstwie przemysłu, handlu i pracy. W kolejnym gabinecie objął funkcję ministra ds. kolonii.
Zajmował się także działalnością społeczną i publicystyczną. Po dojściu do władzy faszystów, będąc przeciwnikiem reżimu, musiał zrezygnować z aktywności publicznej. Będąc z zawodu adwokatem, zajmował się wówczas udzielaniem w miejscu zamieszkania porad prawnych. Od 1942 współpracował z antyfaszystami (m.in. Ivanoe Bonomim, z którym zakładał niejawną Demokratyczną Partię Pracy). Działał w nielegalnym komitecie wyzwolenia narodowego (Comitato di Liberazione Nazionale).
W trzech rządach z lat 1944–1945 pełnił kolejno funkcje ministra bez teki, ministra robót publicznych oraz ministra ds. odbudowy. W 1946 został posłem do powołanej po II wojnie światowej konstytuanty (Assemblea Costituente della Repubblica Italiana), która działała do 1948. Przewodniczył w niej tzw. Komisji 75, która opracowała tekst nowej konstytucji.
Przez następne pięć lat piastował mandat senatora I kadencji, w 1953 przez trzy miesiące stał na czele wyższej izby włoskiego parlamentu. Od 1957 do 1959 przewodniczył Krajowej Radzie Gospodarki i Pracy. 2 marca 1963 prezydent Włoch Antonio Segni w uznaniu zasług powierzył mu godność dożywotniego senatora. Meuccio Ruini zasiadał w Senacie III, IV i V kadencji do czasu swojej śmierci.